# Венера з Голе-Фельс

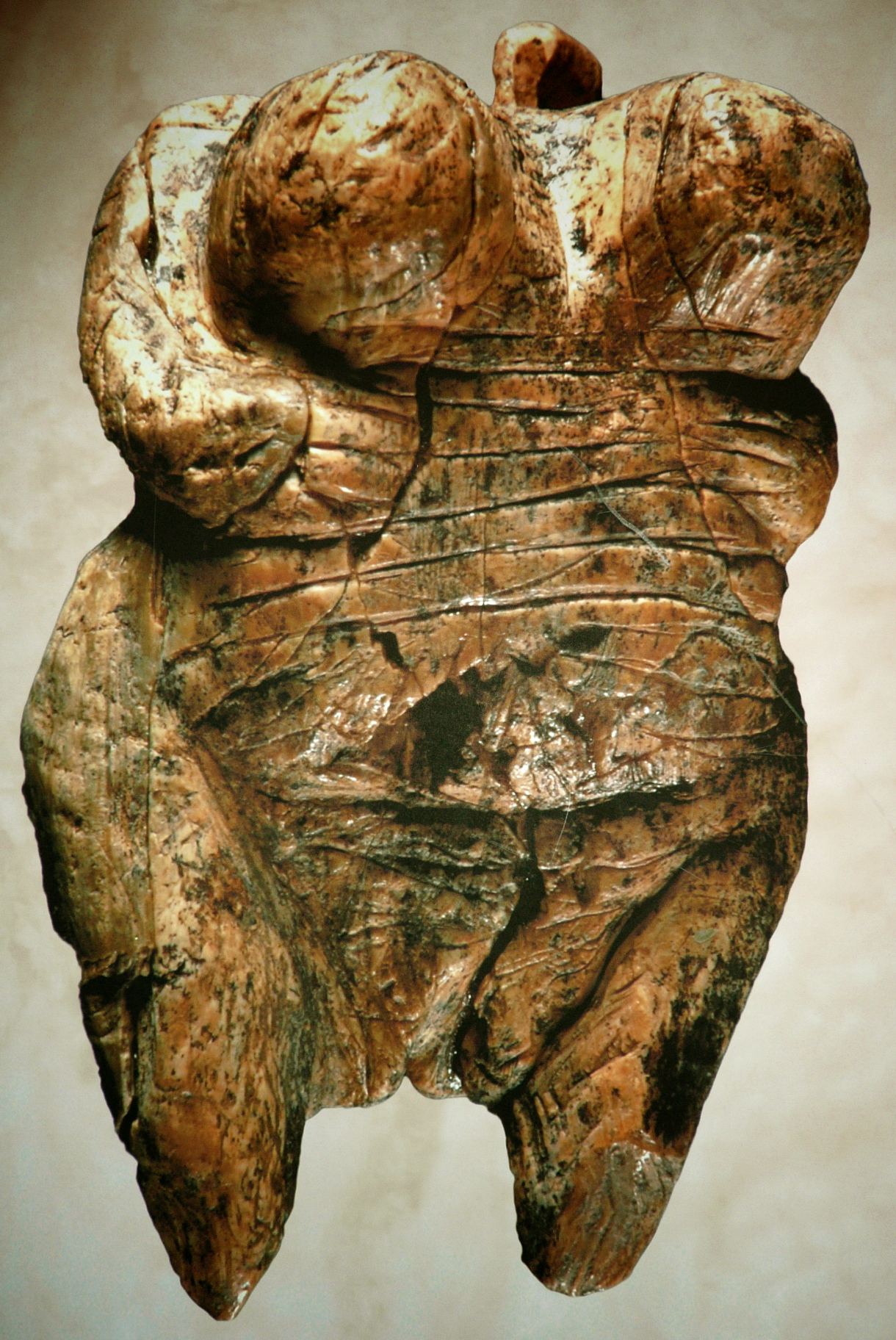

Вене́ра з Холе-Фельс (також відома як «Венера Шельклінгенська», а в російських джерелах часто звана «Венера Швабська», нім. Venus vom Hohlen Fels, vom Hohle Fels; Venus von Schelklingen) — невелика статуетка жіночої фігури («палеолітична Венера»), знайдена в печері Холе-Фельс поблизу Шельклінгена, Німеччина. Датується між 35 000 і 40 000 рр. до н. е. і належить оріньяцькій культурі (початок верхнього палеоліту), що, імовірно, є часом ранньої присутності Homo sapiens (кроманьйонця) в Європі. Є найдавнішим визнаним твором мистецтва верхнього палеоліту і доісторичного фігуративного мистецтва взагалі.

## Контекст
Швабський Альб — гірське плато, порізане ущелинами, в печерах якого знайдені артефакти з бивнів мамонтів епохи верхнього палеоліту (дотепер близько 25). До їх числа входить статуетка людинолева і флейта з мамонтової кістки, яка датується бл. 36 000 р. до н. е. Настільки велика концентрація свідчень сучасної поведінки (behavioral modernity) в період від 40 до 30 тисяч років до н. е., включаючи фігуративне мистецтво та інструментальну музику — унікальна, і дозволяє зробити висновок, що носії оріньякської культури в Швабському Альбі також, можливо, є творцями ранніх форм релігії. На відстані 70 см від статуетки «Венери», археологи знайшли флейту з кістки грифа. У тому ж культурному шарі були знайдені осколки кремінної гальки, оброблені кістки і гравіровані бивні, а також рештки тарпанів, північних оленів, печерних ведмедів, шерстистих мамонтів та альпійських гірських козлів.

## Знахідка і її значення
Знахідка «Венери з Холе-Фельс» відсуває дату появи першої відомої скульптури, і в цілому найдавнішого прикладу фігуративного мистецтва, на кілька тисячоліть тому. Таким чином, подібні твори мистецтва створювалися протягом всього ориньякского періоду.
Статуетка була виявлена у вересні 2008 р. в печері Холі Фельс — (швабською нім. це означає «Гола скеля») поблизу м. Шельклінген, за 15 км на захід від м. Ульм, у землі Баден-Вюртемберг (Німеччина) командою вчених із Тюбінгенського університету під керівництвом професора Ніколаса Конрада (Nicholas Conard). Про знахідку було офіційно заявлено в журналі Nature. Статуетка була знайдена в печері, приблизно за 20 метрів від входу й приблизно 3 метри під сучасним рівнем поверхні. Також у печері знайшли флейту з кістки (бл. 35 000 років до н. е.) — найдавніший відомий музичний інструмент.

## Опис
Статуетка являє собою фігуру гладкої жінки, з яскраво вираженим акцентом на грудях та вульві. Відповідно, вона сприймається як амулет, пов'язаний з родючістю і фертильністю. Вона зроблена з бивня шерстистого мамонта і знайдена в розбитому вигляді. Виявлено 6 фрагментів (відсутні ліва рука і плече). На місці голови — отвір, який дає право зробити висновок, що статуетка використовувалася як кулон. Археолог Джон Шиа (John J. Shea) стверджує, що на виготовлення цієї статуетки пішло «десятки, якщо не сотні годин».

### Ресурси Інтернету
- Элементы [Архівовано 1 березня 2011 у Wayback Machine.]
- Science magazine [Архівовано 17 травня 2009 у Wayback Machine.] (англ.)
- livescience.com (англ.)
- Nature Magazine [Архівовано 1 лютого 2012 у Wayback Machine.] (англ.)
- Archaelogy.about.com [Архівовано 7 серпня 2011 у Wayback Machine.] (англ.)